# 장흥 탑산사지 금동여래입상
장흥 탑산사지 금동여래입상(長興 塔山寺址 金銅如來立像)은 대한민국 전라남도 장흥군 대덕읍, 탑산사지에 있는 삼국시대의 불상이다. 2008년 12월 26일 전라남도의 문화재자료 제270호로 지정되었다.

## 개요
장흥 탑산사지 금동여래입상은 대좌부분이 떨어져나갔지만 불신과 대좌가 같은 개체임이 금속성분 분석 결과 확인된 것이다. 불상의 외모상에서 나타난 양식의 특징 또한 7세기경 삼국시대의 전통적인 양식을 계승한 것으로 계란형의 얼굴과 사발형의 육계, 행인형의 눈두덩, 길게 내려온 U자형 대의주름, 7~8세기경 유행한 시무외, 여원인의 수인 등이 모두 고졸한 양식임을 알 수 있다.
더구나 금동불상 대좌 하단의 평면이 7각인 점도 주목된다. 불신과 대좌가 분리되어 있다는 결함이 있긴 하나 같은 동체임이 확인되었으며 연대 또한 7세기후반 늦어도 8세기 초반에 걸쳐있다는 점에서 매우 귀중한 자료로 평가된다.

## 같이 보기
- 장흥 탑산사지

## 참고 문헌
- 장흥탑산사지금동여래입상 - 국가유산청 국가유산포털